# Agra (Kansas)
Agra es una ciudad ubicada en el condado de Phillips en el estado estadounidense de Kansas. En el año 2010 tenía una población de 267 habitantes y una densidad poblacional de 381,43 personas por km².

## Geografía
Agra se encuentra ubicada en las coordenadas 39°45′38″N 99°7′11″O / 39.76056, -99.11972 (39.760686, -99.119592).

## Demografía
Según la Oficina del Censo en 2000 los ingresos medios por hogar en la localidad eran de $27,250 y los ingresos medios por familia eran $36,250. Los hombres tenían unos ingresos medios de $26,944 frente a los $16,429  para las mujeres. La renta per cápita para la localidad era de $16,960. Alrededor del 10.7% de la población estaban por debajo del umbral de pobreza.